# قنفذيات
القنفذيات هي الفصيلة الحية الوحيدة في رتبة قنفذيات الشكل (Erinaceomorpha)، والتي تم إدراجها مؤخرًا مع رتبة سوريسومورفا (Soricomorpha) في رتبة الإيوليبوتيفلا (Eulipotyphla). ولقد تبين أن رتبة الإيوليبوتيفلا (آكلات الحشرات) رتبة أحادية العرق، وأن رتبة سوريسومورفا هي رتبة شبه عِرقية؛ لأن فصيلة الزبابيات (Soricidae) تشترك مع فصيلة القنفذيات في أسلافٍ أكثر حداثة وشيوعًا بدرجةٍ أكبر من السوريسومورفات الأخرى.
وتضم فصيلة القنفذيات قنافذ (الفصيلة الفرعية قنافذ أكلة الحشرات (Erinaceinae)) في أوراسيا وأفريقيا وقنفذ الجيمنيور (gymnure) أو قنفذ مونرات (moonrat) (وهي قنافذ كثيفة الشعر) (الفصيلة الفرعية جاليريسيناي (Galericinae)) في جنوب شرق آسيا. كانت هذه الفصيلة فيما مضى تعتبر جزءًا من رتبة آكلات الحشرات، ولكن هذه الرتبة متعددة العرق تعد الآن ميّتة.

## الخصائص
وتشبه قنافذ فصيلة القنفذيات بصفةٍ عامة حيوان الزباب في الشكل في كونها لديها أنف طويل وذيل قصير. ومع ذلك، فهي أكبر بكثيرٍ من حيوان الزباب، حيث يتراوح طولها بين 10–15 سنتيمترًا ويبلغ وزنها ما بين 40-60 جرامًا، وفي حالة قنفذ الجيمنيور قصير الذيل، يصل طولها إلى أكثر من 26–45 سم ووزن 1-1.4 كيلوجرام في قنفذ مونرات الكبير. وهي جميعًا لديها، فيما عدا فصيلة واحدة، خمسة أصابع في كل قدمٍ، مع وجود مخالب قوية في بعض الحالات لاستخدامها في الحفر، بالإضافة إلى العيون الواسعة والأذنين. وتمتلك القنافذ شعرًا مغيرًا من الأشواك الحادة لكي يشكل غطاءً واقيًا حول الجسم العلوي والخاصرة، بينما يمتلك قنفذ الجيمنيور شعرًا طبيعيًا فقط. وتتميز معظم أنواع القنافذ بوجود غدد عطرية شرجية، هذه الغدد مطورة بشكلٍ أكبر في قنافذ الجيمنيور التي لها رائحة قوية.
وتعد قنافذ (Erinaceids) قنافذ قارتة، حيث يحتوي الجزء الأكبر من النظام الغذائي لها على الحشرات وديدان الأرض واللافقاريات الأخرى الصغيرة. كما أنها تأكل أيضًا البذور والفواكه، وأحيانًا بيض الطيور، إلى جانب أي جيفة تمر بها. وتتصف أسنانها بأنها حادة كي تتناسب مع عملية طعن الفريسة اللافقارية. وتكون تركيبة الأسنان لقنافذ (Erinaceids): {\displaystyle {\tfrac {2-3.1.4.3}{3.1.2-4.3}}}
تعد القنافذ كائناتٍ ليلية، ولكن قنافذ الجيمنيور قليلاً ما تكون كذلك، وقد تكون نشطة أثناء النهار. وتعيش عدة أنواع من القنافذ في جحورٍ بسيطةٍ، بينما تقوم أخرى ببناء أعشاشٍ مؤقتة على سطح الأوراق والعشب، أو تأوي إلى زندِ الخشب المجوف أو ما شابه ذلك من أماكن الاختباء. وتعد قنافذ (Erinaceid) حيوانات منعزلة خارج موسم التناسل، ولا يلعب الأب دورًا في تربية الصغار.
وتلد الإناث من قنافذ (erinaceid) بعد فترة حمل تبلغ تقريبًا ستة إلى سبعة أسابيع. ويولد صغار القنافذ أكِفَّاء وبدون شعر، على الرغم من أن القنافذ تبدأ في إنبات شوكها في غضون ست وثلاثين ساعة من الولادة.

## التطور
تعد قنافذ (Erinaceid) مجموعةً بدائية نسبيًا من الثدييات المشيمية تغيرت قليلاً منذ نشأتها في عصر الإيوسين. ويعتبر القنفذ المدعو 'بالقنفذ العملاق' (في الواقع قنفذ الجيمنيور) (Deinogalerix)، من فترة الميوسين لـجزيرة جارجانو (جزء من إيطالياالحديثة)، هو القنفذ الذي له حجم الأرنب الكبير، وقد يأكل الفرائس اللافقارية والجلف بدلاً من الحشرات.

## التصنيف
هناك عشرة أجناس وأربعة وعشرون نوعًا من قنفذ (erinaceid)
- رتبة (ERINACEOMORPHA)
  - †فصيلة (Amphilemuridae)
    - †جنس (Alsaticopithecus)
    - †جنس (Amphilemur)
    - †جنس (Gesneropithex)
    - †جنس (Macrocranion) (جنس من الثدييات المنقرضة)
    - †جنس (Pholidocercus) (جنس من الثدييات المنقرضة)

  - فصيلة القنفذيات
    - الفصيلة الفرعية (Erinaceinae) (قنافذ)
      - جنس (Atelerix) (جنس من فصيلة القنافذ)
        - قنفذ قزم أفريقي، (Atelerix albiventris)
        - القنفذ الشمال إفريقي، (Atelerix algirus)
        - القنفذ الجنوب إفريقي، (Atelerix frontalis)
        - القنفذ الصومالي، (Atelerix sclateri)

      - جنس (Erinaceus) (جنس من القنافذ الأوروبية)
        - قنفذ آمور، (Erinaceus amurensis)
        - القنفذ الجنوبي أبيض الصدر، (Erinaceus concolor)
        - القنفذ الأوروبي، (Erinaceus europaeus)
        - القنفذ الشمالي أبيض الصدر، (Erinaceus roumanicus)

      - جنس (Hemiechinus) (جنس من القنافذ)
        - القنفذ ذو الأذن الطويلة، (Hemiechinus auritus)
        - القنفذ الهندي ذو الأذن الطويلة، (Hemiechinus collaris)

      - جنس (Mesechinus) (جنس من القنافذ)
        - قنفذ دوريا، (Mesechinus dauuricus)
        - قنفذ هيو، (Mesechinus hughi)

      - جنس (Paraechinus) (جنس من القنافذ)
        - قنفذ حبشي، (Paraechinus aethiopicus)
        - قنفذ براندت، (Paraechinus hypomelas)
        - القنفذ الهندي، (Paraechinus micropus) 
        - القنفذ عاري البطن، (Paraechinus nudiventris)

    - الفصيلة الفرعية (Galericinae) (جيمنيور أو مونرات)
      - جنس (Deinogalerix)(منقرض)
      - جنس (Echinosorex)
        - قنفذ مونرات الكبير، (Echinosorex gymnura)

      - جنس (Hylomys)
        - قنفذ جيمنيور ذو الآذان الطويلة، (Hylomys megalotis)
        - قنفذ الجيمنيور الصغير، (Hylomys parvus)
        - قنفذ الجيمنيور الصغير قصير الذيل أو قنفذ المونرات الصغير، (Hylomys suillus)

      - جنس (Neohylomys)
        - جيمنيور هينان، (Neonylomys hainanensis)

      - جنس (Neotetracus)
        - جيمنيور الزباب، (Neotetracus sinensis)

      - جنس (Podogymnura)
        - جيمنيور ديناغات، (Podogymnura aureospinula)
        - جيمنيور مندناو، (Podogymnura truei)